# Bokarić
Bokarić (tal. Boccareo, Boccarich, Bucareo, Bucarich), splitska građanska, a od 17. stoljeća plemićka obitelj. Od 1710. godine obitelj se spominje s proširenim prezimenom Boccareo Aquila, nastalom zbog ženidbenih veza s bračkom obitelji Aquila.

## Obiteljska povijest
Prema postojećoj dokumentiranoj građi, obitelj Bokarić doselila se iz Zadra u prvim desetljećima 16. stoljeća. Rodonačelnik splitske obitelji bio je ser Ivan Krstitelj oženjen Katarinom Suvicom, članicom najbogatije splitske obitelji. Njihov sin Ivan postao je univerzalni nasljednik obiteljskog bogatstva i oženio se 1540. godine plemkinjom Margaritom Grisogono. Drugi sin, Andrija (1520. – 1595.) bio je doktor prava i splitski kanonik (o. 1573. – 1591.), koji se nakon odreknuća od službe naselio u Beneventu gdje je do kraja života radio kao općinski službenik.
Drugi Andrija bio je zabilježen 1619. godine kao borac za prava građana i pučana. Oženio se Pelegrinom Aquila (Akvila). Njihov sin Jakov (1631. – 1702.) prvi je iz obitelji 1671. godine primljen u splitsko Veliko vijeće čime je stekao plemićki status.
Godine 1822. Austrija im je potvrdila plemstvo i grb, a obitelj je izumrla 1868. godine smrću posljednjeg muškog potomka, Dujma Luke (1790. – 1868.) koji je obnašao dužnost papinskog konzula u Zadru.